# Glycyrrhiza acanthocarpa
Espèce
Glycyrrhiza acanthocarpa est une espèce de plantes à fleur de la famille des Fabaceae. Elle est originaire de l'Est et du Sud de l'Australie et pousse principalement dans le biome subtropical.

## Description
Glycyrrhiza acanthocarpa est un buisson. Il pousse entre 0,1 et 1 m de haut. Des fleurs violettes étroites apparaissent entre septembre et mai dans l'aire de répartition indigène de l'espèce,.

## Dénominations
Ce taxon porte en anglais les noms vernaculaires ou normalisés suivants : Native liquorice, Southern liquorice.

## Systématique
Le nom correct complet (avec auteur) de ce taxon est Glycyrrhiza acanthocarpa (Lindl.) J.M.Black (d).
L'espèce a été initialement classée dans le genre Indigofera sous le basionyme Indigofera acanthocarpa Lindl..
L'espèce a été officiellement décrite en 1838 par le botaniste John Lindley dans son ouvrage « Trois expéditions à l'intérieur de l'Australie orientale ». Elle a été signalée pour la première fois par l'explorateur Thomas Livingstone Mitchell en 1836, près de la rivière Lachlan, en Nouvelle-Galles du Sud. Lindley lui a donné le nom de « Indigofera acanthocarpa ». L'espèce a ensuite été transférée au genre Glycyrrhiza.
Glycyrrhiza acanthocarpa a pour synonymes :
- Clidanthera psoralioides R.Br.
- Glycyrrhiza ancanthocarpa (Lindl.) J.M.Black
- Glycyrrhiza psoraleoides (R.Br.) Benth.
- Glycyrrhiza psoralioides (R.Br.) Benth.
- Indigofera acanthocarpa Lindl.
- Indigofera acanthoscarpa Lindl.
- Psoralea acanthocarpa (Lindl.) F.Muell.